# Дампјер ан Грасе
Дампјер ан Грасе (фр. Dampierre-en-Graçay) насеље је и општина у централној Француској у региону Центар (регион), у департману Шер која припада префектури Вјерзон.
По подацима из 2011. године у општини је живело 246 становника, а густина насељености је износила 26,23 становника/km². Општина се простире на површини од 9,38 km². Налази се на средњој надморској висини од 135 метара (максималној 171 m, а минималној 107 m).

## Демографија
| 1962. | 1968. | 1975. | 1982. | 1990. | 1999. | 2011. |
| ----- | ----- | ----- | ----- | ----- | ----- | ----- |
| 164   | 190   | 181   | 170   | 271   | 225   | 246   |

График промене броја становника у току последњих година